# Lemförde
Lemförde es un municipio situado en el distrito de Diepholz, en el estado federado de Baja Sajonia (Alemania), a una altitud de 46 metros. Su población a finales de 2016 era de unos 3100 habitantes y su densidad poblacional, 450 hab/km².
Se encuentra ubicado a poca distancia al sur de la ciudad de Bremen, al norte de la frontera con el estado de Renania del Norte-Westfalia.